# Martin De Jonghe
Martin De Jonghe (Kortrijk, 8 februari 1948) is een Vlaams radiopresentator, komiek, tv-producer en programmamaker.

## Carrière
Martin De Jonghe werkte van 1977 tot 1998 bij de BRT (nu VRT) als programmamaker. Hij presenteerde het bekroonde radioprogramma Service Telefoon en Golfbreker (een populair Radio 2-programma). Op televisie was hij de man achter het satirische televisieprogramma TV-Touché.
Martin De Jonghe veroorzaakte verbazing in 1980 toen hij de man bleek te zijn achter de mysterieuze radiostem van de typetjes "Vercruusse" en "Boer Boer" in het radioprogramma Klaproosters van Radio 2, waarin hij wekelijks de actualiteit becommentarieerde. Het succes zorgde ervoor dat hij zijn eigen radioshow kreeg, Radio Deprimo (1983-1986).
In 1985 organiseerde hij een inzamelactie voor Ethiopië, waarbij hij 247 miljoen Belgische frank bijeen wist te verzamelen, destijds het grootste bedrag dat ooit bij een Vlaamse media-inzamelactie was verzameld.
Verder was hij regelmatig te gast in het panel van de quiz De Drie Wijzen. In hetzelfde programma gaf hij ook gestalte aan het typetje 'pastoor Didier', waartegen een bekende Vlaming een zonde kwam opbiechten.
Op de West-Vlaamse regionale zenders WTV en Focus trok hij door de West-Vlaamse gemeenten en gaf hij als "Lucien van achter 't nieuws" zijn kijk op de actualiteit.
Hij bracht ook enkele avondvullende onemanshows. Zijn laatste show is Sex is het moeilijkste dat er is.
Huidig (anno 2022):
Luc Appermont · Cara Cobbaert · Anja Daems · Sandra Deakin · Karolien Debecker · Kim Debrie · Peter De Groot · Lars De Groote · Guy De Pré · Chris Dusauchoit · Dirk Ghijs · Peter Hermans · Wouter Landuyt · Filip Ledaine · Daan Masset · Caren Meynen · Sven Pichal · Marc Pinte · Harald Scheerlinck · Siska Schoeters · Benjamien Schollaert · Showbizz Bart · Sharon Slegers · Jo Van Damme · Niels Vandeloo · Sonny Vanderheyden · Cathérine Vandoorne · Christel Van Dyck · Ruben Van Gucht · Iris Van Hoof · Vanessa Vanhove · Britt Van Marsenille · David Van Ooteghem · Peter Verhulst · Dirk Vlaeyen · Pascal Vranckx · Albrecht Wauters
Voormalig:
Luk Alloo · Johan Anthierens · Nand Baert · Erik Baeyens · Wim Bary · Jos Baudewijn · Flor Berckenbosch · Marcel Beerten · Wilfried Bertels · Marc Brillouet · Els Broeckmans · Fred Brouwers · Edwin Brys · Ro Burms · Walter Capiau · Annemie Coppieters · Harry Creemers · Karel Daerden · Christoff · Conny De Boos · Hein Decaluwé · Jessie De Caluwe · Jo met de Banjo · Gust De Coster · Martin De Jonghe · Paula De Meulder · Els De Vuyst · Frank Dingenen · Michel Follet · Jacky Geerts · Jos Ghysen · Margriet Hermans · Irene Houben · Michel Ilsen · Rita Jaenen · Chris Jonckers · Tante Kaat · Luk de Laat · Jo Leemans · Leki · Kathy Lindekens · Kris Luyten · Micha Marah · Betty Mellaerts · Kaat Mendonck · Freek Neirynck · Line Ooms · Sven Ornelis · Katrien Palmers · Gerard Pollet · Julien Put · Hugo Raspoet · Niko Reynaert · Luk Saffloer · Karel Segers · Lennart Segers · Lutgart Simoens · Rudi Sinia · Dirk Somers · Dré Steemans · Jan Theys · Gene Thomas · Wiet Van Broeckhoven · Marc Van den Hoof · Dieter Vandepitte · Karin Van den Berghe · Thomas Van der Spiegel · Kurt Van Eeghem · Wim Van Gansbeke · Els Van Herzeele · Ilse Van Hoecke · Bert Van Molle · Jan Van Rompaey · Paula Van Wilder · Louis Verbeeck · Karel Vereertbruggen · Herwig Verhovert · Luc Verschueren · Johan Verstreken · Tom Vossen · Eddy Wally · Niels William · Edwin Ysebaert · Zaki